# Eriauchenius borimontsina
Eriauchenius borimontsina là một loài nhện trong họ Archaeidae. Loài này phân bố ở Madagascar.